# Samuel Ledel
Samuel Ledel (auch Samuel Ledelius, * 19. August 1644 in Sorau; † 23. Dezember 1717 in  Grünberg (Schlesien)) war ein deutscher Mediziner und Kreisphysicus in Grünberg.

## Leben
Samuel Ledel war ein Sohn des Theologen Samuel Ledel (1606–1670) und studierte bei Johann Arnold Friderici und Georg Wolfgang Wedel an der Universität Jena Medizin. Anschließend wirkte er zunächst als Arzt in Sagan in Schlesien, bevor er Kreisphysicus in Grünberg wurde.
Am 1. November 1684 wurde Samuel Ledelius mit dem akademischen Beinamen Theseus II. als Mitglied (Matrikel-Nr. 127) in die Leopoldina aufgenommen.
Der Jurist Sigismund Ledel war sein Bruder.

## Schriften
- Diatriben Medicam De Opio. Jena 1667 (Digitalisat)
- Dissertatio Inauguralis Medica De Pica. Jena 1668 (Digitalisat)